# Fond du Lac County
Fond du Lac County är ett administrativt område i delstaten Wisconsin, USA, med 101 633 invånare. Den administrativa huvudorten (county seat) är Fond du Lac. 

## Geografi
Enligt United States Census Bureau har countyt en total area på 1 983 km². 1 872 km² av den arean är land och 111 km² är vatten. 

### Angränsande countyn
- Winnebago County - nord
- Calumet County - nordost
- Sheboygan County - öst
- Washington County - sydost
- Dodge County - sydväst
- Green Lake County - väst